# Курбатово (Нижньогородська область)
Курбатово (рос. Курбатово) — село в Гагинському районі Нижньогородської області Російської Федерації.
Населення становить 128 осіб. Входить до складу муніципального утворення Юр'євська сільрада.

## Історія
Від 2009 року входить до складу муніципального утворення Юр'євська сільрада.

## Населення
| 2002 | 2010 |
| ---- | ---- |
| 158  | ↘128 |